# بنجداري
بنجداري (بالإنجليزية: Panjdari) هو عُنصر تقليدي من عناصر العمارة الفارسية المحلية. فهو غرفة كبيرة غالبًا ما تكون ملحقة بالتالار الرئيسي للمنزل، وتكون متصلة بشرفة كبيرة، حيث توفر خمس نوافذ كبيرة متجاورة الإطلالة الرئيسية على الفناء الداخلي. أما في المصطلحات الحديثة، يمكن اعتبار هذه الغرفة مكافئة لغرفة المعيشة. ومع ذلك، كانت المنازل الفارسية التقليدية كبيرة جدًا وتحتوي على العديد من الغرف، لذا كانت البنجداري تشكل المركز اليومي الرئيسي لسكان المنزل.

## معرض الصور

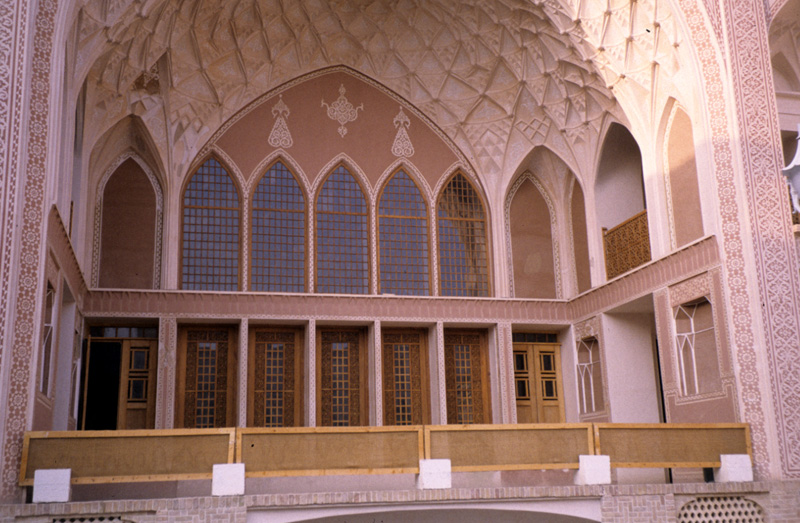
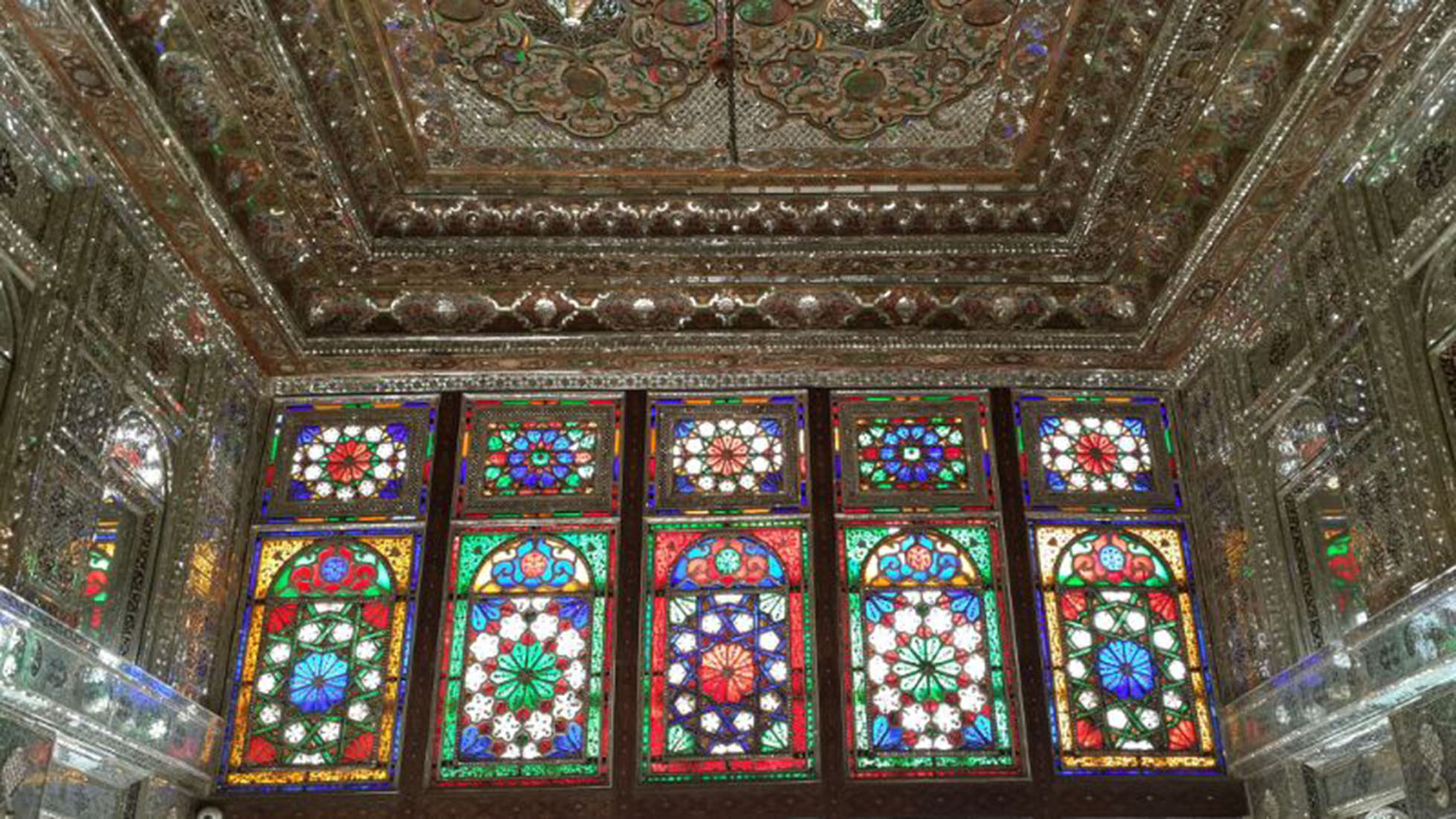
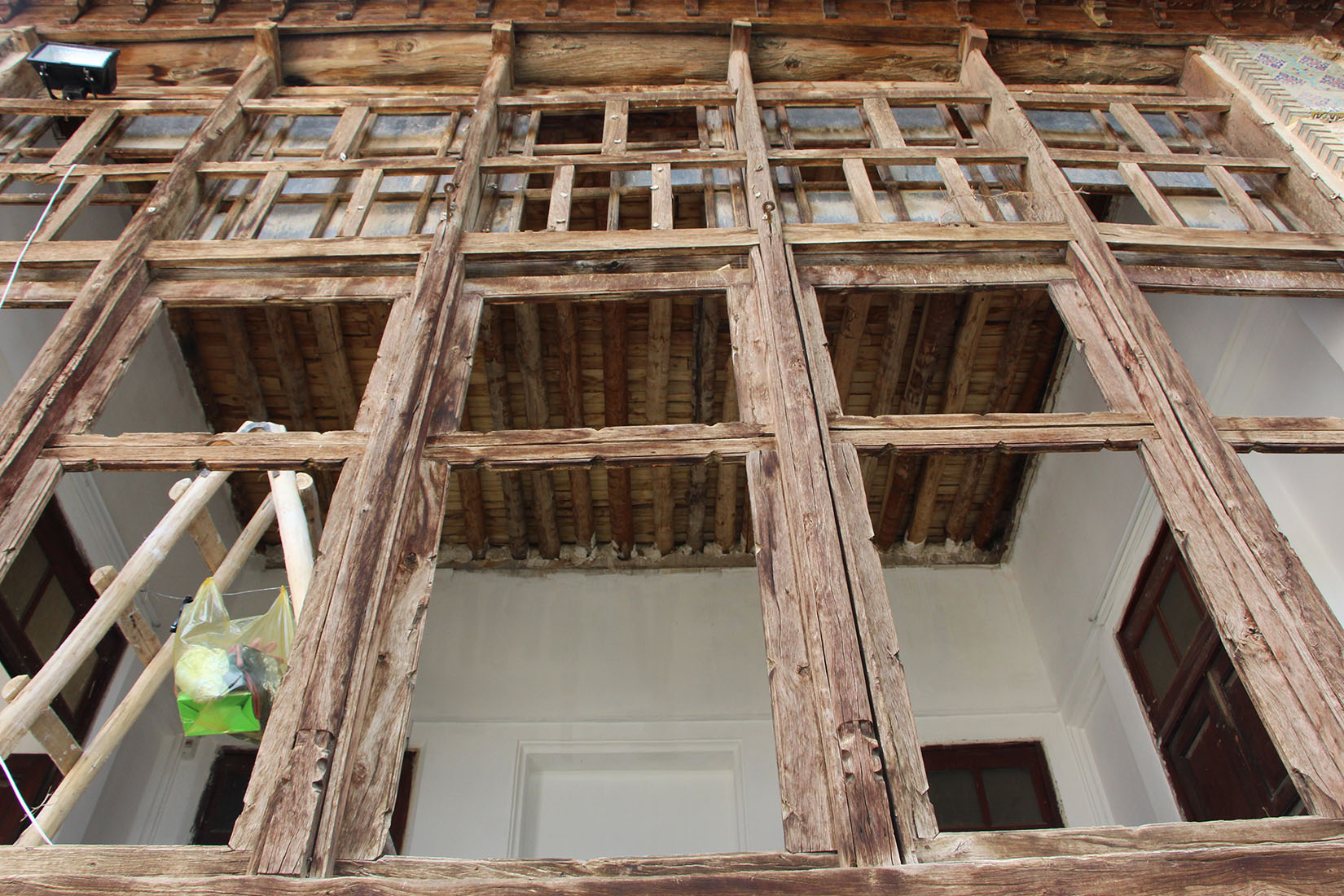
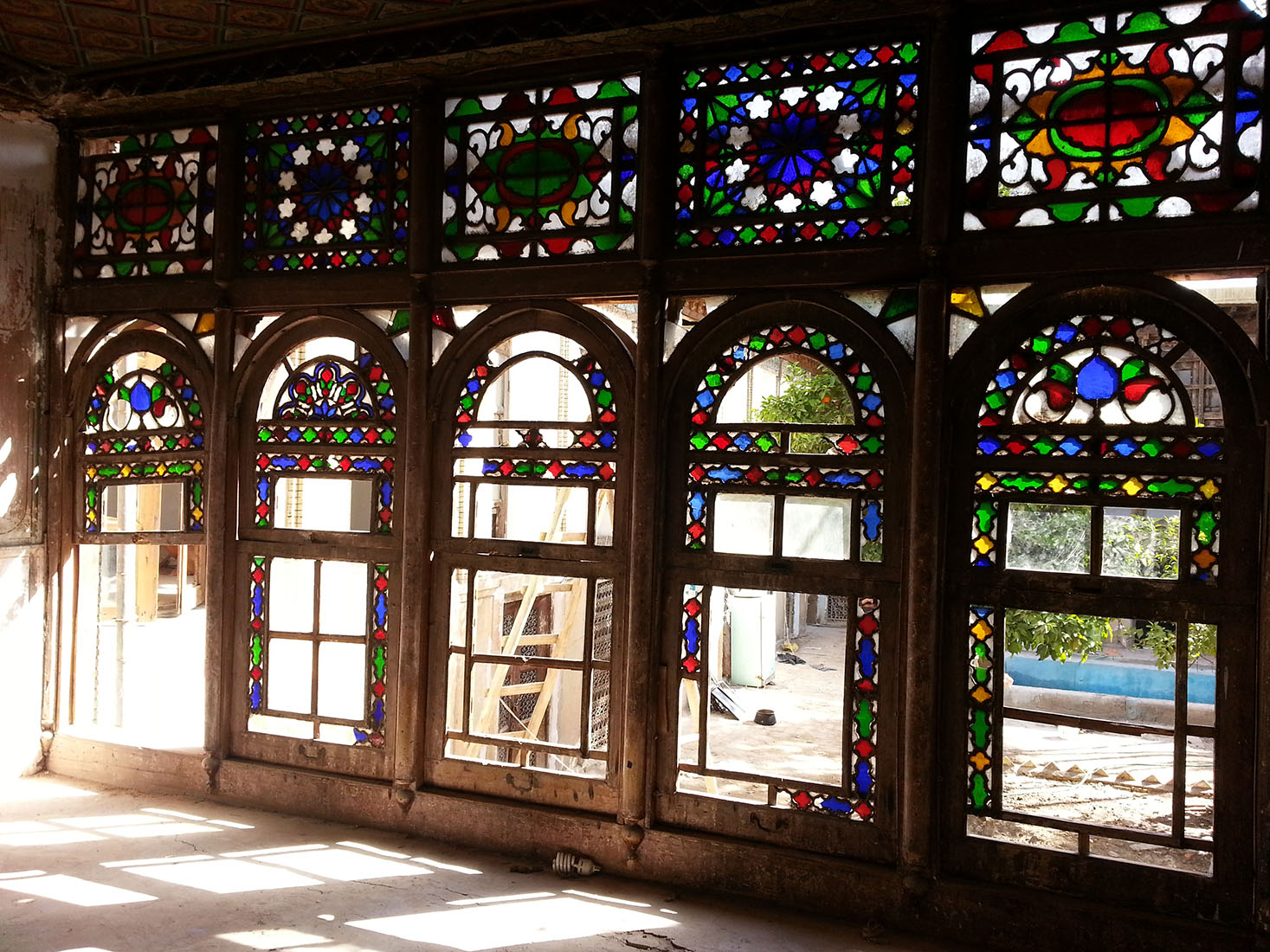